# Saint-Béat
Pour l'ermite du IIIe siècle, voir Saint Béat.
Saint-Béat [sɛ̃ bea] est une ancienne commune française située dans le département de la Haute-Garonne, en région Occitanie. Le 1er janvier 2019, elle a fusionné avec Lez pour former la commune de Saint-Béat-Lez.

## Géographie

### Localisation

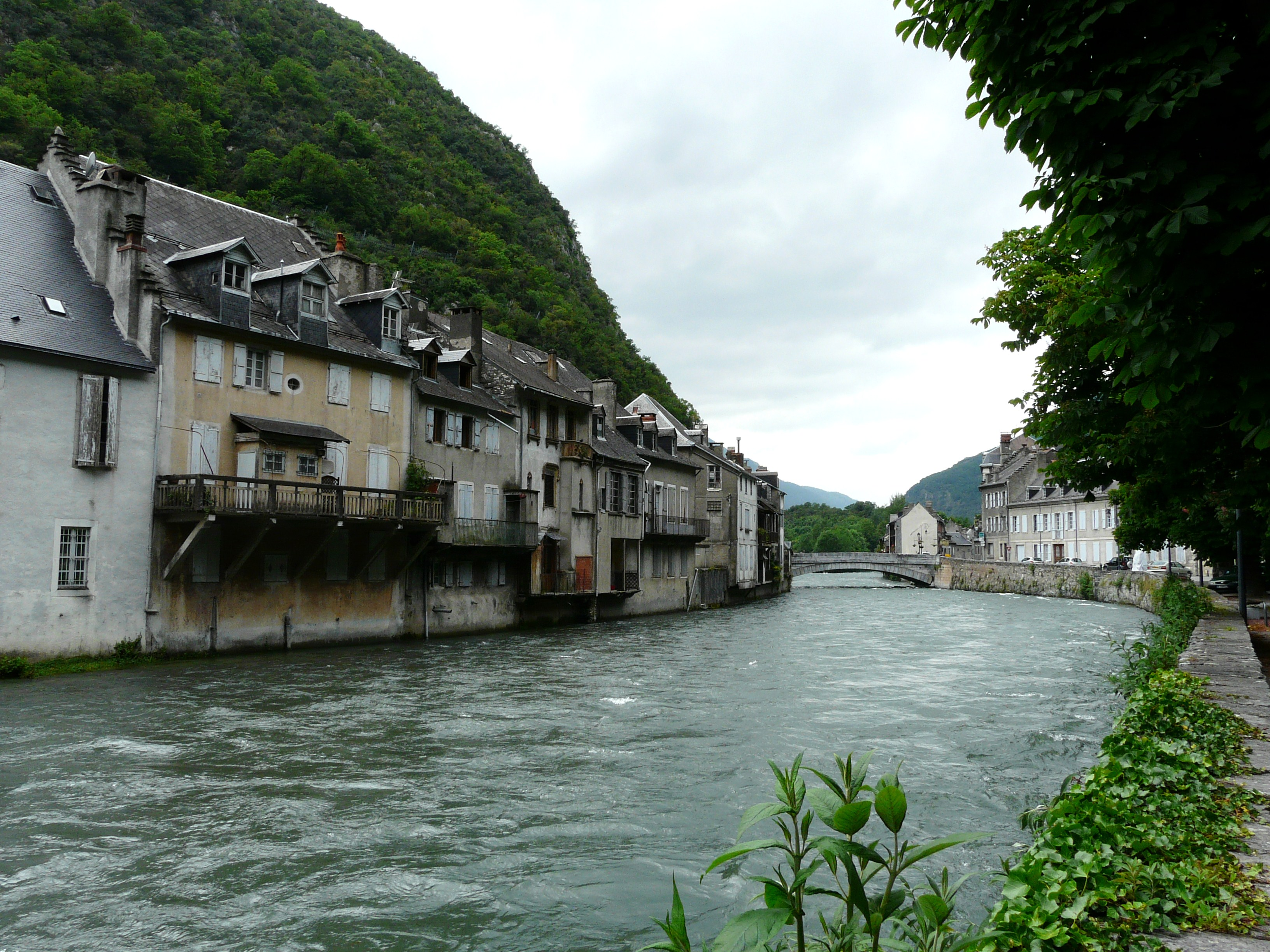
La Garonne traverse le village.

Commune située dans le Comminges et Petit-Comminges au pied du pic du Gar, dans les Pyrénées, dans le sud du département de la Haute-Garonne, à 33 km au sud de Saint-Gaudens.

### Hydrographie
Saint-Béat est située dans le bassin de la Garonne, et traversée par la Garonne en amont de Saint-Gaudens.

### Communes limitrophes

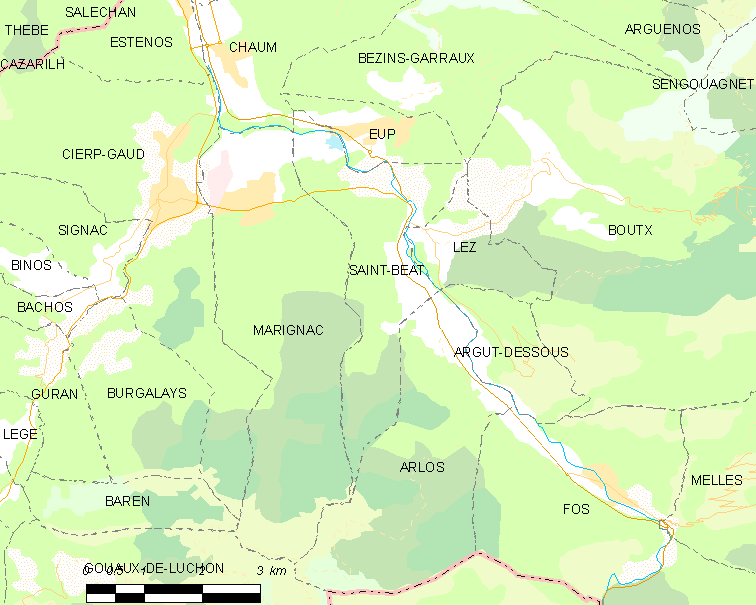
Communes voisines.

Saint-Béat est limitrophe de sept autres communes, dont Argut-Dessous à l'est par un simple quadripoint.
| Chaum    | Eup        | Boutx                               |
| Marignac | Saint-Béat | Lez (Saint-Béat-Lez), Argut-Dessous |
|          |            | Arlos                               |

### Géologie et relief
La superficie de la commune est de 737 hectares ; son altitude varie de 476  à   1 763 mètres.

### Voies de communication et transports
La commune est accessible par la route nationale 125 et par la ligne SNCF (ligne Montréjeau - Luchon) (ligne fermée depuis le 18 novembre 2014), gare de Marignac - Saint-Béat, ainsi qu'avec la ligne régulière de transport interurbain du réseau Arc-en-ciel (anciennement SEMVAT).
Un tunnel qui contourne la ville pour rejoindre l'Espagne a été ouvert en avril 2018.

## Urbanisme

### Risques naturels et technologiques
Un plan communal de sauvegarde est émis par la maire au vu des risques majeurs.

#### Inondation
Inondations du 18 juin 2013,.

#### Séisme
La commune a été l'épicentre d'un tremblement de terre de magnitude 4,8, le 4 octobre 1999.

## Toponymie
La ville se trouvant sur un rétrécissement de la Garonne, le lieu fut nommé par les Romains le « Pas du Loup » : Passus Lupi.
Saint-Béat serait, outre une tautologie (beatus : bienheureux ou saint), le nom d'un saint très local. Ce saint est aussi connu comme l'évangélisateur de la Beauce où il aurait tué un dragon.
Durant la Révolution, la commune porte le nom d'Entremons.
Ses habitants sont appelés les Saint-Béatais.

## Histoire

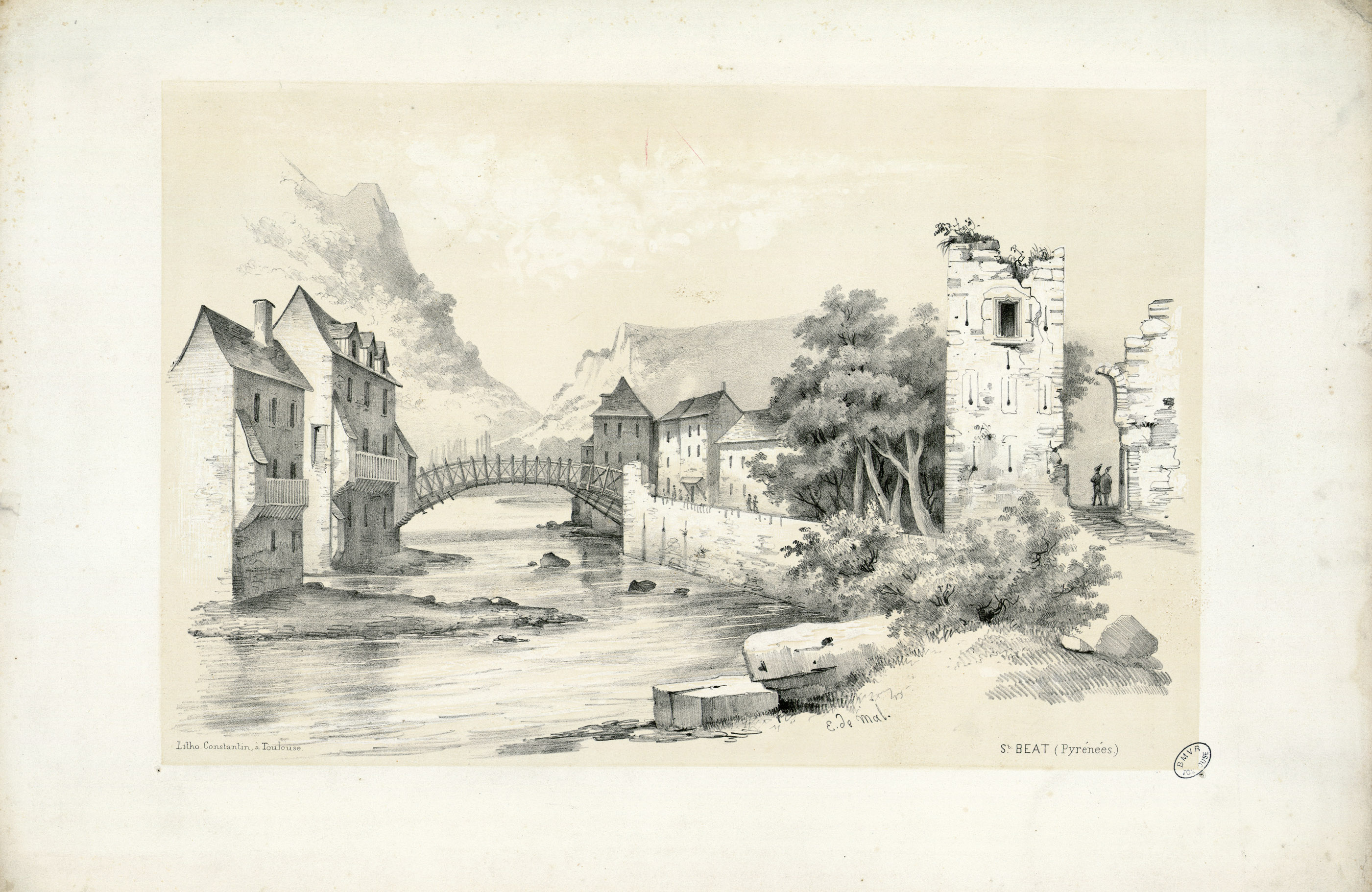
Vue de Saint Béat par Eugène de Malbos, vers 1840.

Dans l'antiquité, le site de Saint-Béat est connu comme un « Passus Lupi » (passage du loup), car le resserrement de cette partie du val d'Aran n'aurait alors permis qu'à des loups efflanqués de passer sans se mouiller les pattes dans la Garonne.
Cette ancienne place forte commandait la vallée de la Garonne. Son importance l'avait fait surnommer la « clé de la France ».
Depuis, Saint-Béat est surtout connu pour ses carrières de marbre blanc, découvertes sans doute en cherchant à élargir l'étroit passage et exploitées depuis l'époque gallo-romaine. La légende locale n'hésitait pas à dire que son marbre avait permis d'édifier la colonne Trajane à Rome, ainsi que tout ce qui était en pierre blanche dans la région. C'est naturellement faux. C'est en revanche en partie avéré pour les colonnettes du couvent de Saint-Bertrand-de-Comminges tout proche, ainsi que pour la majorité des sculptures de la villa romaine de Chiragan, à Martres-Tolosane. Il a servi pour les autels tauroboliques de Lectoure (176, 239 et 241 ap. JC). Le marbre de Saint-Béat fut le matériau utilisé pour les bassins et plusieurs statues du parc de Versailles.
L'existence d'un monastère est attestée dès 1003.
Les armoiries de Saint-Béat, « clef de France », s'expliquent par l'édification d'une citadelle qui contrôle le passage de la vallée de la Garonne.
Pendant longtemps, outre ses carrières, la ville était le site d'une foire où s'échangeaient les ânes et mulets destinés à l'Espagne, contre du bois venant des forêts aranaises et charrié par la Garonne. Cette foire avait traditionnellement lieu à la Saint-Martin.
Une particularité : jusqu'à la Révolution, Saint-Béat (du moins sa partie est, séparée de la partie ouest par la Garonne) formait, avec Melles et Argut-Dessus, une des enclaves languedociennes du diocèse appelé « diocèse civil du Petit-Comminges » (l'un des 24 diocèses civils des États du Languedoc). Sa partie ouest, avec Arlos, faisait partie de la jugerie dite de « Rivière-Verdun » (formée d'innombrables enclaves allant de Verdun-sur-Garonne, entre Toulouse et Montauban, jusqu'à la frontière espagnole). Cette jugerie dépendait de la Gascogne comme le Couserans et le Comminges.

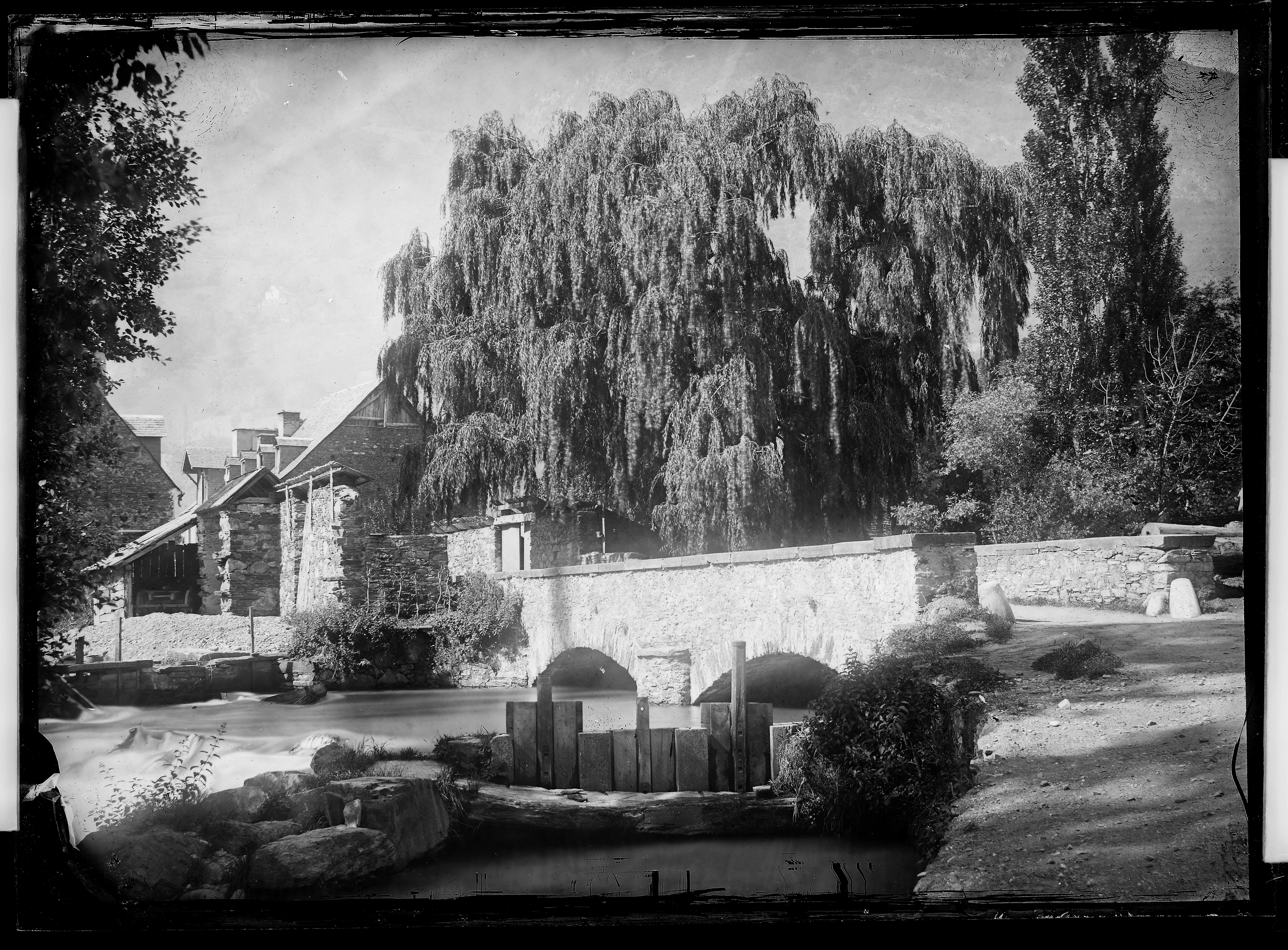
Vue du Pont de Saint-Béat par Eugène Trutat, fonds Eugène Trutat - Muséum de Toulouse.

Dans leur cahier de doléances, les habitants décrivent le site de la ville, comme un endroit particulièrement déshérité, soumis aux débordements de la Garonne, comme aux chutes de pierres depuis les falaises qui surplombent la ville.

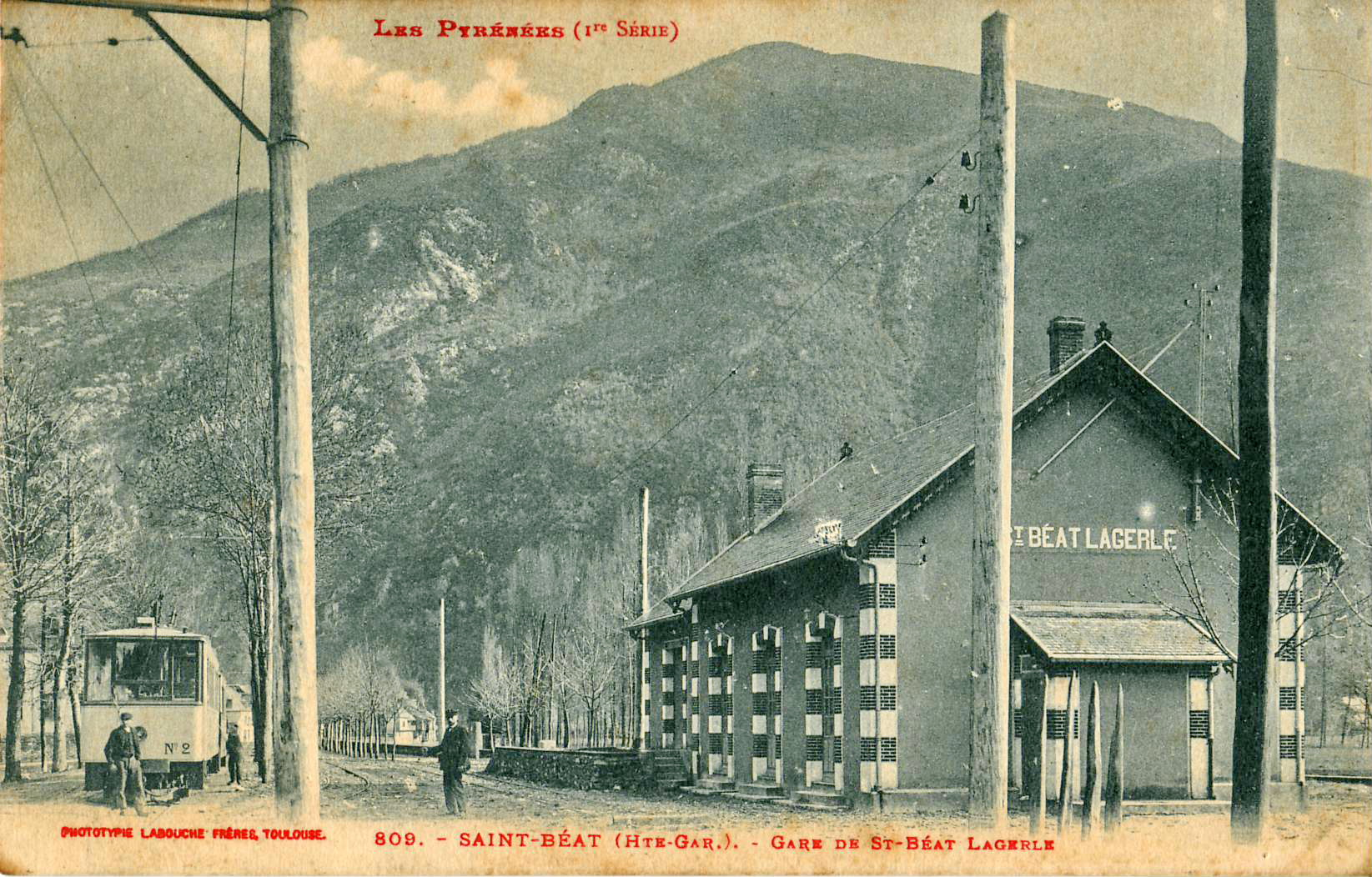
La gare de Saint-Béat Lagerle.

De 1914 à 1953, le tramway électrique de Marignac au Pont-du-Roy va desservir Saint-Béat et ses carrières.
L'ouverture de la station de ski du Mourtis a donné un nouvel élan touristique à la ville, comme plus récemment son festival de sculpture de marbre, qui permet à de jeunes sculpteurs de s'exprimer par leur art.
Le 1er janvier 2019, elle fusionne avec Lez pour constituer la commune nouvelle de Saint-Béat-Lez dont la création est actée par un arrêté préfectoral du 30 avril 2018.

## Politique et administration

### Administration municipale
Le nombre d'habitants au recensement de 2011 étant compris entre 100 et 499, le nombre de membres du conseil municipal pour l'élection de 2014 est de onze,.

### Rattachements administratifs et électoraux
Commune faisant partie de la huitième circonscription de la Haute-Garonne de la communauté de communes du canton de Saint-Béat et du canton de Bagnères-de-Luchon (avant le redécoupage départemental de 2014, Saint-Béat était le chef-lieu de l'ex-canton de Saint-Béat).

### Liste des maires
| Période                                  | Période       | Identité         | Étiquette | Qualité                                                                                      |
| ---------------------------------------- | ------------- | ---------------- | --------- | -------------------------------------------------------------------------------------------- |
| Les données manquantes sont à compléter. |               |                  |           |                                                                                              |
|                                          |               |                  |           |                                                                                              |
| 1971                                     | mai 1995      | Antoine Récizac  | PCF       | Directeur du CEG de Saint-Béat, militant syndical Mort en fonction                           |
| juin 1995                                | mars 2008     | Pierre Castéran  |           | Enseignant au collège de Saint-Béat Vice-président de la CC du canton de Saint-Béat[Quand ?] |
| mars 2008                                | 2014          | Hervé Péréfarres |           | Professeur de lycée ou de collège                                                            |
| 2014                                     | décembre 2018 | Alain Frisoni    |           | Responsable de carrière souterraine à l’usine OMG à Saint-Béat Démissionnaire                |

## Population et société

### Démographie
L'évolution du nombre d'habitants est connue à travers les recensements de la population effectués dans la commune depuis 1793. Pour les communes de moins de 10 000 habitants, une enquête de recensement portant sur toute la population est réalisée tous les cinq ans, les populations de référence des années intermédiaires étant quant à elles estimées par interpolation ou extrapolation. Pour la commune, le premier recensement exhaustif entrant dans le cadre du nouveau dispositif a été réalisé en 2007.

En 2016, la commune comptait 345 habitants, en évolution de −12,21 % par rapport à 2010 (Haute-Garonne : +8,02 %, France hors Mayotte : +2,11 %).
| 1793 | 1800  | 1806  | 1821  | 1831  | 1836  | 1841  | 1846  | 1851  |
| ---- | ----- | ----- | ----- | ----- | ----- | ----- | ----- | ----- |
| 907  | 1 087 | 1 151 | 1 259 | 1 272 | 1 403 | 1 374 | 1 443 | 1 143 |

| 1856  | 1861  | 1866  | 1872  | 1876 | 1881  | 1886 | 1891 | 1896 |
| ----- | ----- | ----- | ----- | ---- | ----- | ---- | ---- | ---- |
| 1 196 | 1 163 | 1 089 | 1 091 | 998  | 1 045 | 965  | 925  | 920  |

| 1901 | 1906 | 1911 | 1921 | 1926 | 1931 | 1936 | 1946 | 1954 |
| ---- | ---- | ---- | ---- | ---- | ---- | ---- | ---- | ---- |
| 944  | 893  | 827  | 908  | 770  | 778  | 661  | 588  | 692  |

| 1962 | 1968 | 1975 | 1982 | 1990 | 1999 | 2006 | 2007 | 2012 |
| ---- | ---- | ---- | ---- | ---- | ---- | ---- | ---- | ---- |
| 687  | 755  | 611  | 543  | 547  | 364  | 394  | 398  | 387  |

| 2016 | - | - | - | - | - | - | - | - |
| ---- | - | - | - | - | - | - | - | - |
| 345  | - | - | - | - | - | - | - | - |

| selon la population municipale des années : | 1968 | 1975 | 1982 | 1990 | 1999 | 2006 | 2009 | 2013 |
| Rang de la commune dans le département      | 96   | 134  | 167  | 187  | 242  | 258  | 272  | 276  |
| Nombre de communes du département           | 592  | 582  | 586  | 588  | 588  | 588  | 589  | 589  |

### Enseignement
Saint-Béat fait partie de l'académie de Toulouse.
L'éducation est assurée sur la commune par une école maternelle, une école primaire et le collège François-Cazes.

### Écologie et recyclage

#### Protection environnementale
La zone Natura 2000 de la Haute vallée de la Garonne, d'une superficie de 11 134 hectares, est classée, :
- en zone spéciale de conservation (en référence à la Directive Habitats) depuis 2008 ;
- en zone de protection spéciale (en référence à la Directive Oiseaux) depuis 2006.

Elle s'étend sur une partie de la commune de Saint-Béat.
La zone Natura 2000 des Zones rupestres xérothermiques du bassin de Marignac, Saint-Béat, pic du Gar, montagne de Rié est classée en zone spéciale de conservation (en référence à la Directive Habitats) depuis 2007 ; avec une superficie de 7 680 hectares, elle s'étend sur une partie de la commune de Saint-Béat.

## Culture locale et patrimoine

### Lieux et monuments
Saint-Béat possède plusieurs monuments : 
- les vestiges préhistoriques ;
- la carrière de marbre de Saint-Béat appelée brèche romaine : carrières de marbre blanc exploitées depuis l'époque romaine et de marbre bleu turquin ;
- le château fort du XIIe siècle et sa chapelle. Le château est bâti dans le défilé de la Garonne (surnommé par les romains « le passage des loups »). Il en subsiste notamment un donjon d'époque romane. La chapelle a été édifiée afin de protéger les habitants lors de l'épidémie de peste de 1855[35].
- l'église Saint-Béat-Saint-Privat, romane du XIIe siècle, inscrite au titre des monuments historiques en 1926, puis classée en 1994[36]. Un tombeau y abrite les reliques de saint Béat et de saint Privat ;
- le musée du Trésor de l'église ;
- la chapelle de Géry ;
- la chapelle de Ladivert ;
- la chapelle troglodytique Saint-Roch ;
- la maison natale du maréchal Joseph Gallieni ;
- l'écomusée le Moulin des Arts[37].

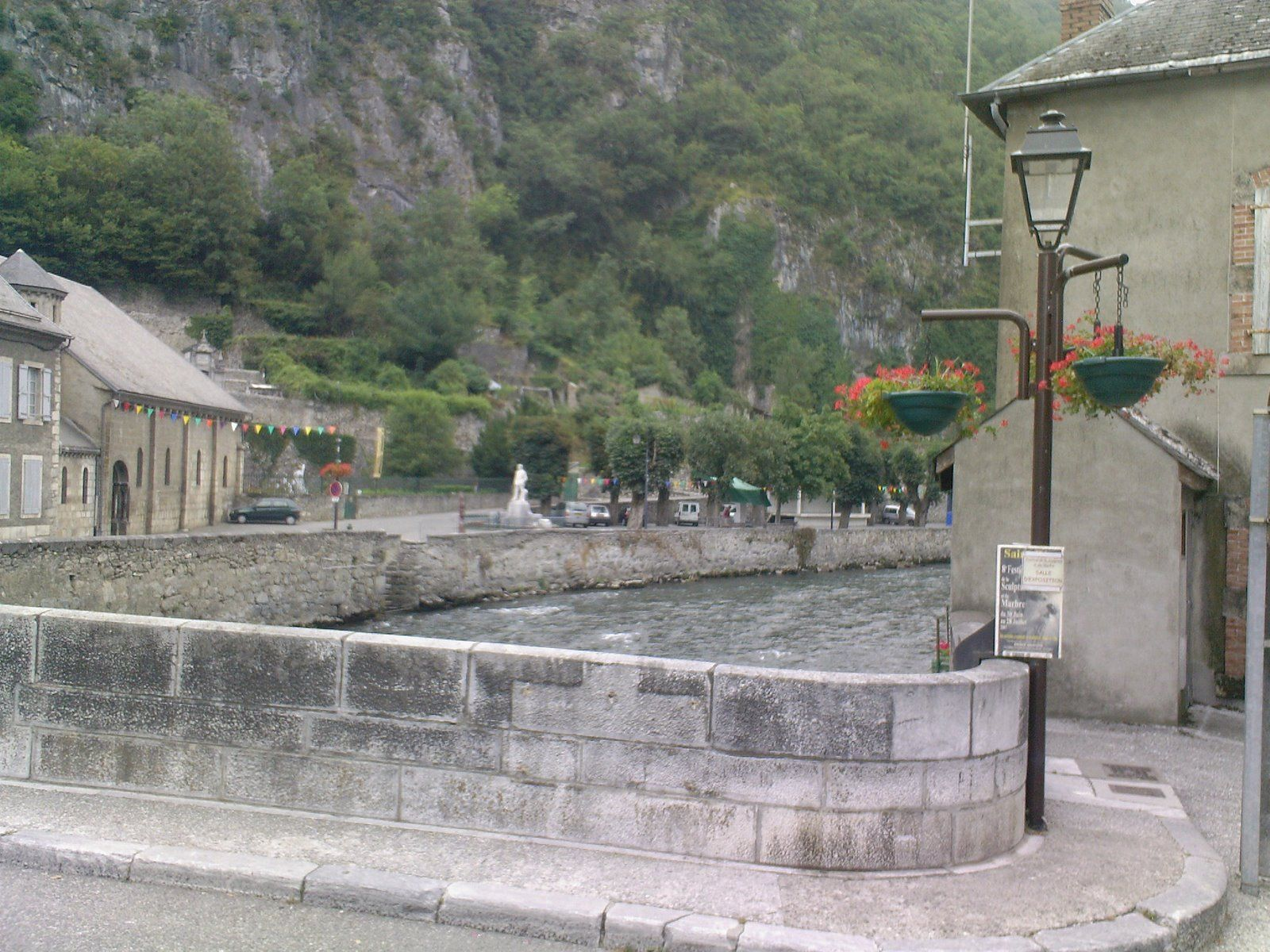
La Garonne.
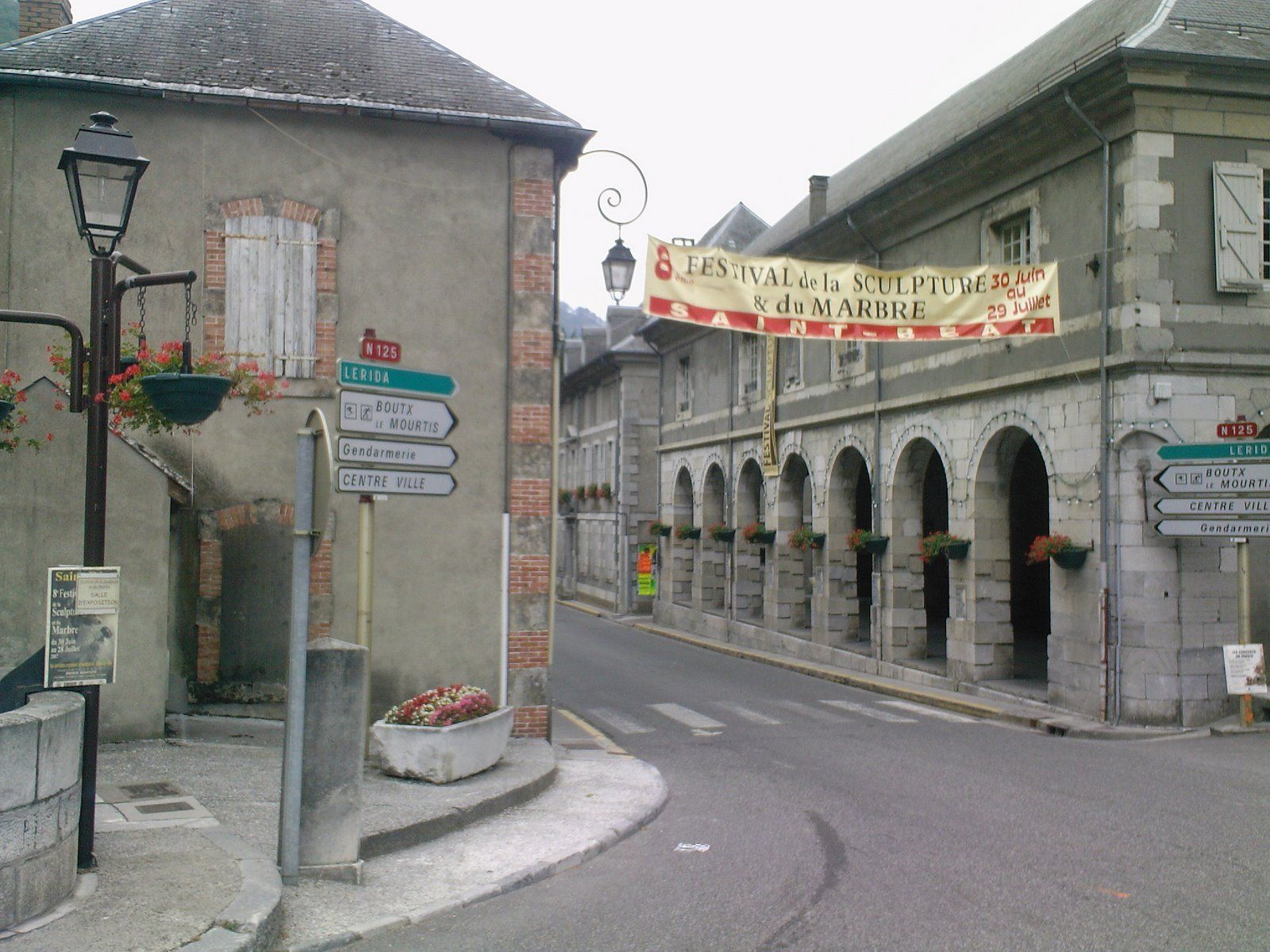
Le centre du village.
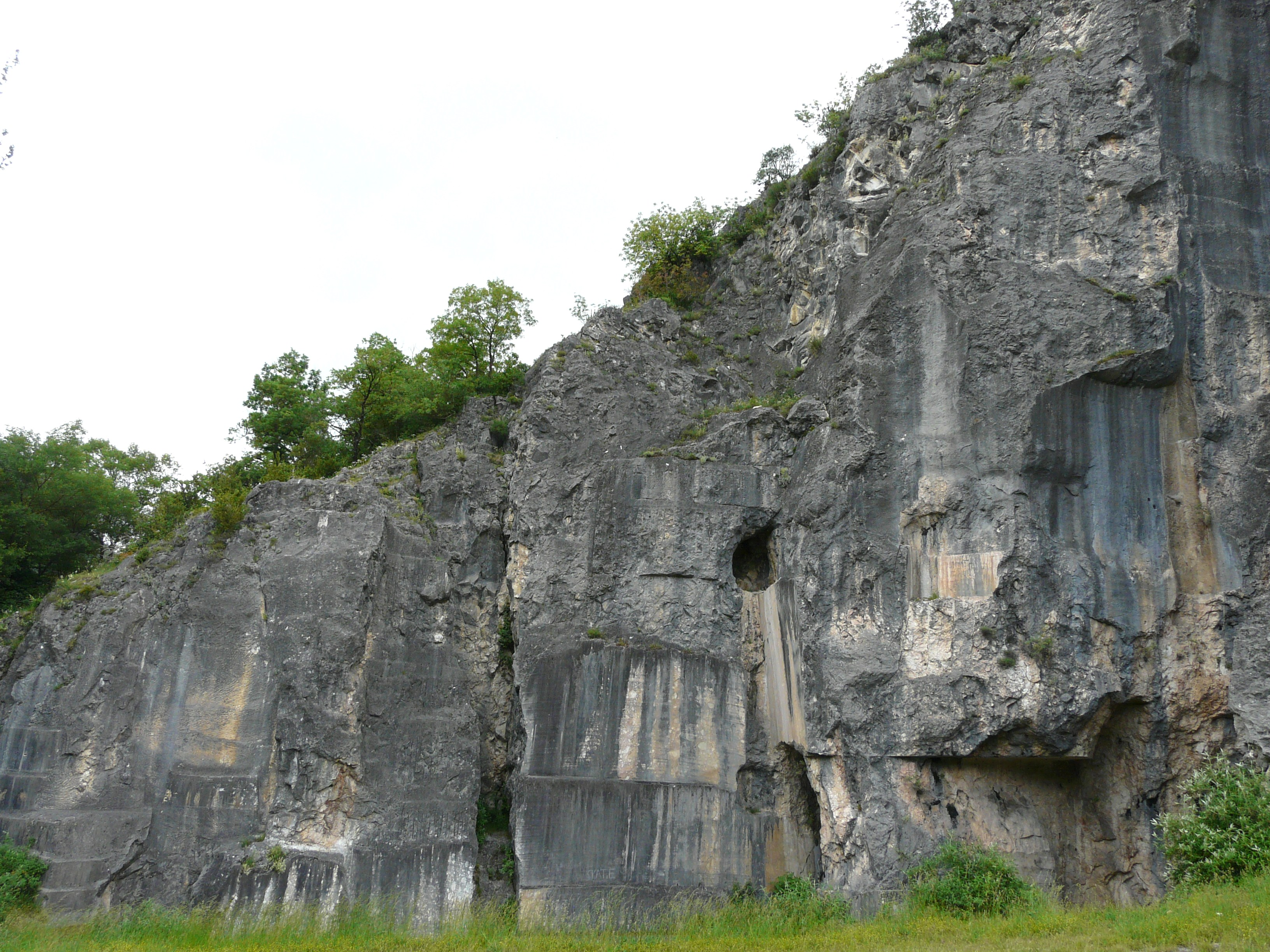
La brèche romaine.
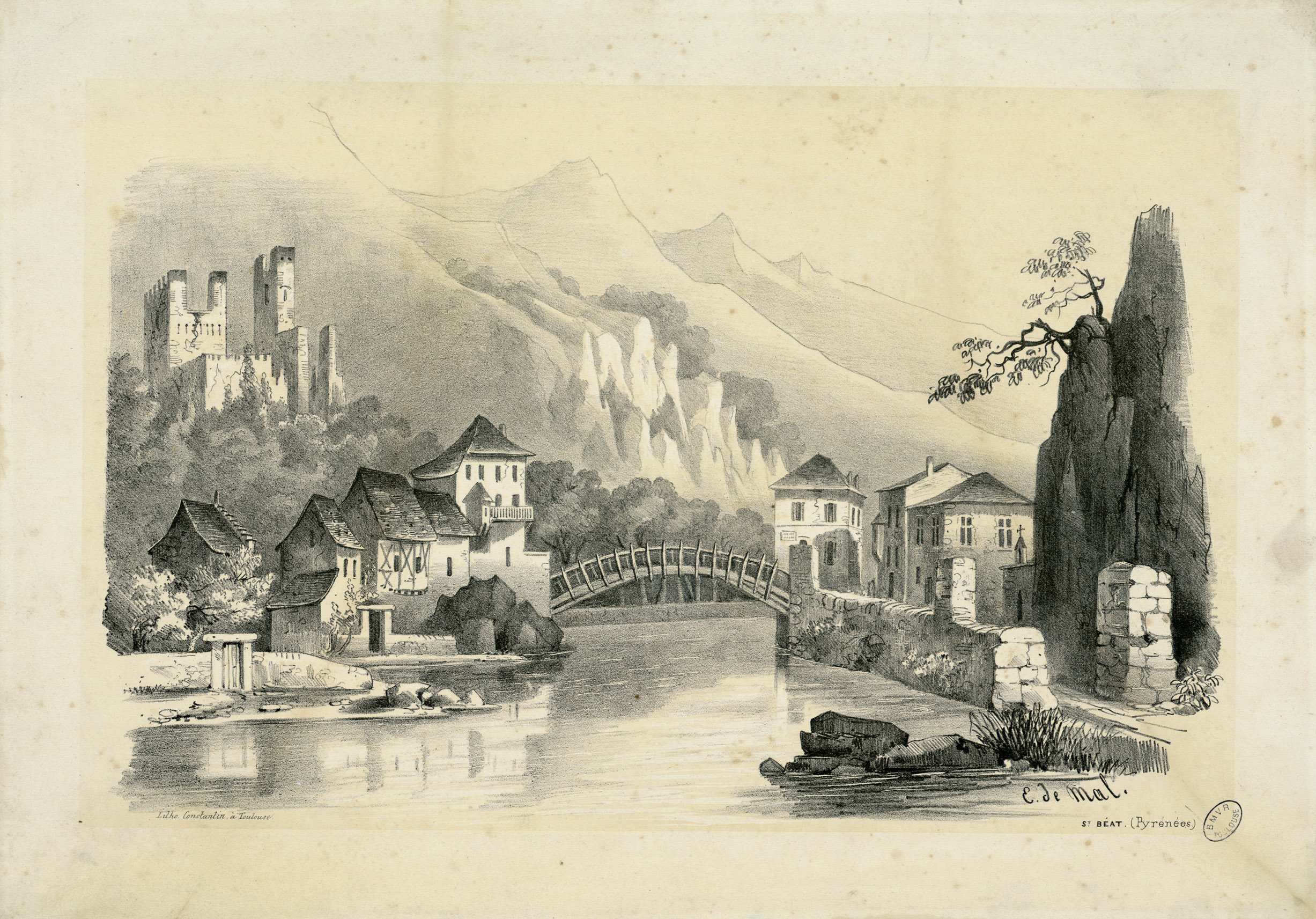
Le château de Saint Béat vers 1840, par Eugène de Malbos.
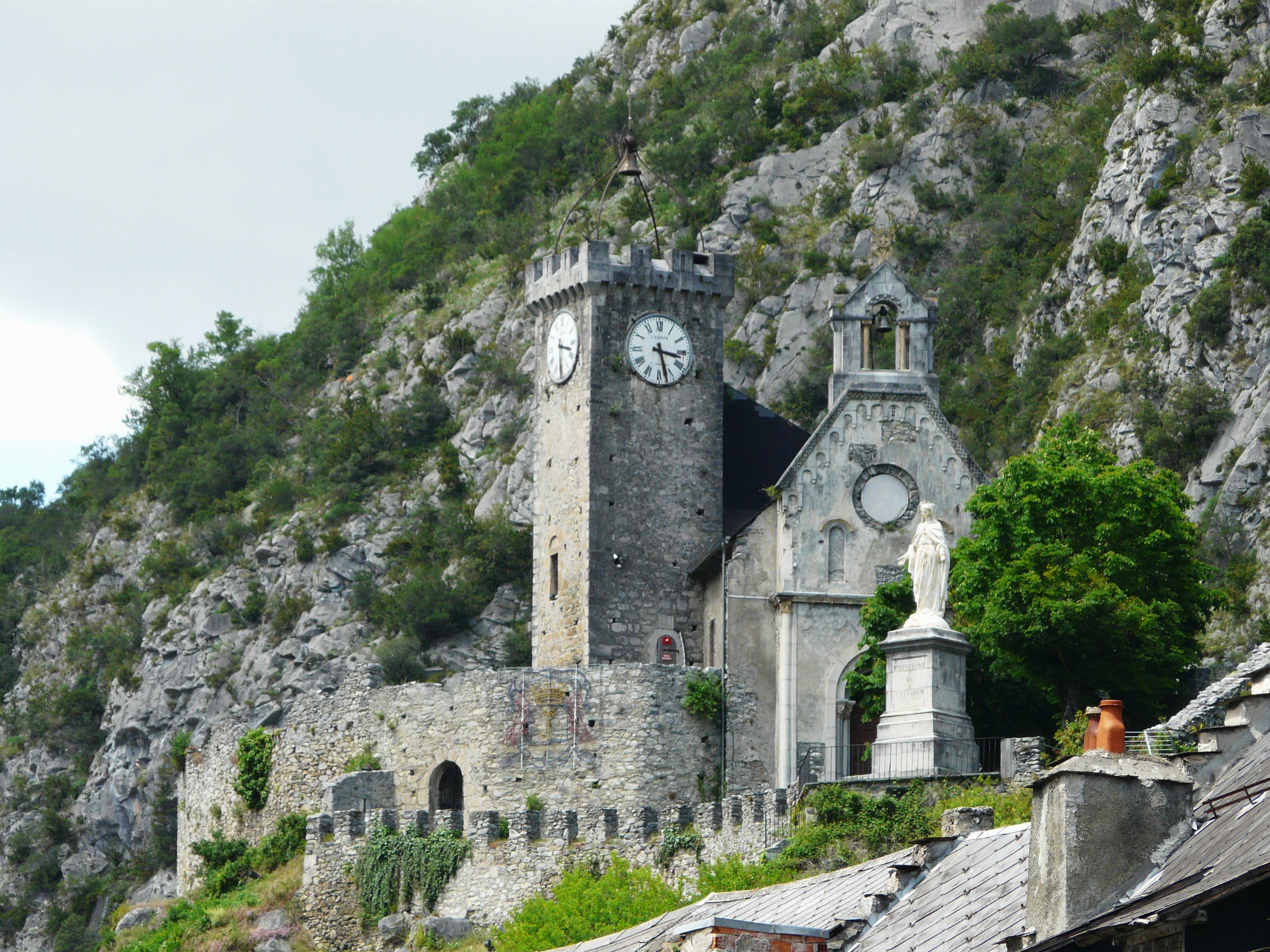
Le château fort et sa chapelle.
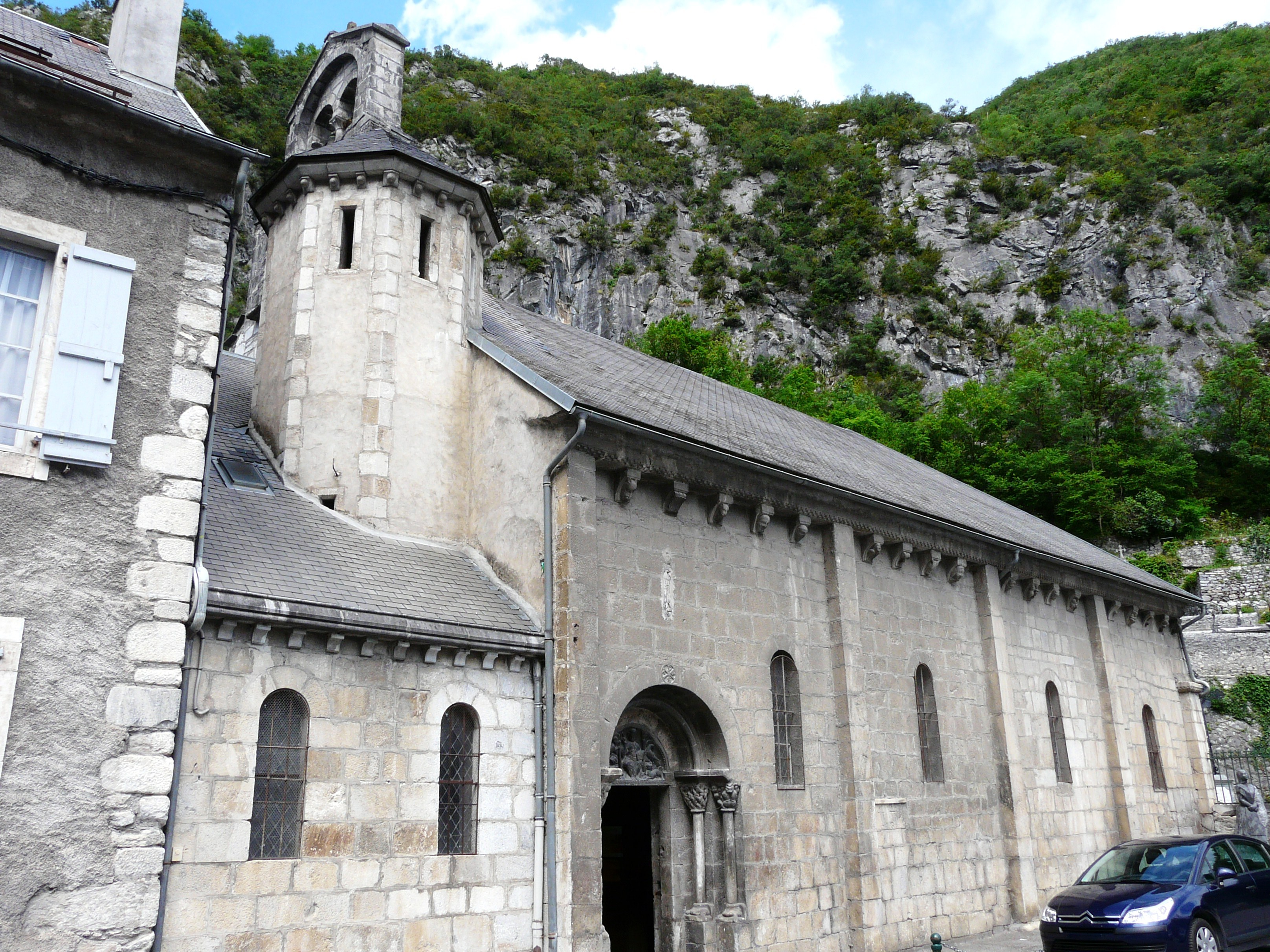
L'église Saint-Béat-Saint-Privat.
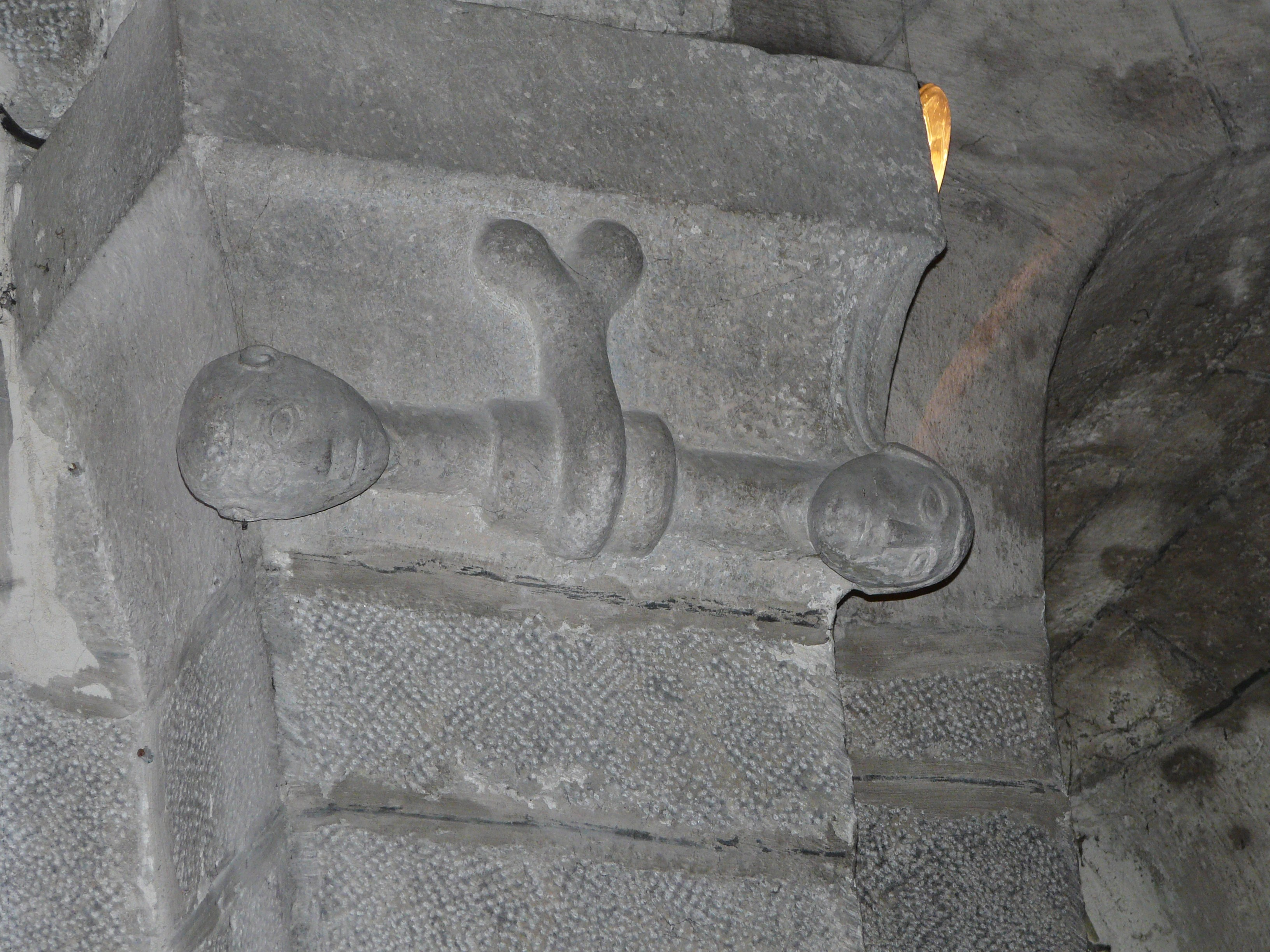
Chapiteau roman dans l'église.
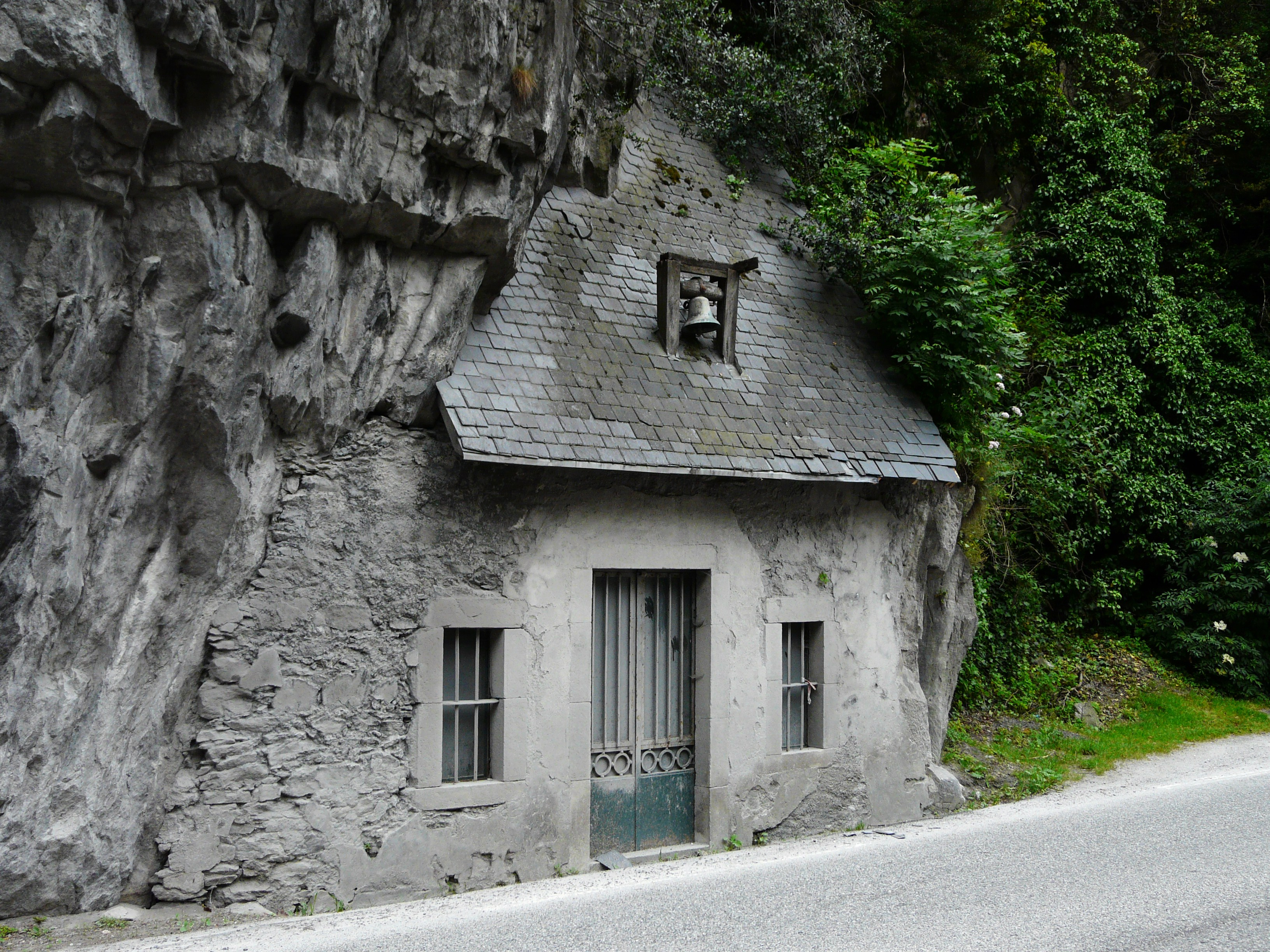
La chapelle Saint-Roch.

à proximité :
- la station de ski le Mourtis ;
- le col de Menté.

### Personnalités liées à la commune

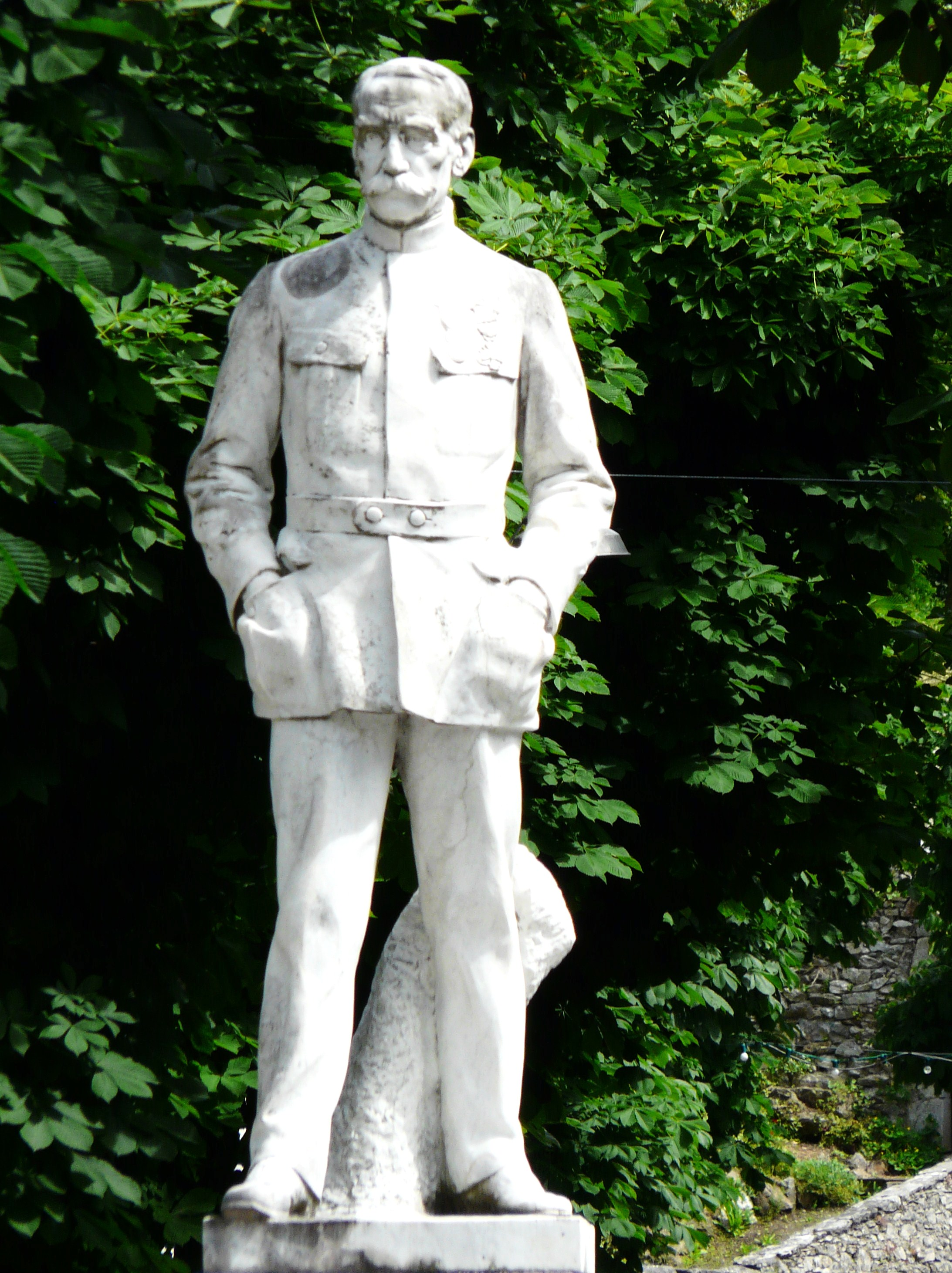
La statue du maréchal Gallieni à Saint-Béat.

- Joseph Magdelaine Martin (1753-1815), né à Saint-Béat, général des armées de la République, préfet des Pyrénées-Orientales de 1801 à 1813.
- Jean Léonard Barrié (1762-1848), militaire français des XVIIIe et XIXe siècles, est né à Saint-Béat.
- Dominique Martin (1798-1865), homme politique né à Saint-Béat, député de la Haute-Garonne de 1844 à 1848.
- Jean-François Sacase (1808 à Saint-Béat-1884 à Toulouse), magistrat et homme politique.
- Romain Cazes (1810-1881), peintre, élève d'Ingres, né à Saint-Béat. Il a réalisé quelques tableaux et de nombreuses fresques allégoriques et religieuses à Bagnères-de-Luchon, Saint-Mamet, Albi, Oloron-Sainte-Marie, Bordeaux et Paris. Il existe un fonds Cazes au musée Ingres de Montauban.
- Gérard Marchant (1813-1881), psychiatre, est né à Saint-Béat.
- Joseph Gallieni (1849-1916), fait maréchal de France à titre posthume en 1921, est né à Saint-Béat.
- Edmond Rostand (1868-1918), s'est inspiré d'un des balcons de la ville pour une scène de Cyrano de Bergerac.

### Héraldique
| Saint-Béat | Son blasonnement est : D'azur à la clef renversée d'or, l'anneau fleurdelysé. |

## Pour approfondir